# Arya Rajendran
Arya Rajendran, née le 12 janvier 1999, est une femme politique indienne, membre du Parti communiste d'Inde (marxiste).
Depuis décembre 2020, elle est maire de Thiruvananthapuram (autrefois connue sous le nom de Trivandrum), la capitale de l'État de Kerala,,.

## Biographie
Arya Rajendran est la fille de Rajendran, électricien et de Sreelatha, employée dans une compagnie d'assurance, eux-mêmes militants du PCI (M),. Après avoir suivi sa scolarité à l'école secondaire supérieure Carmel Girls (Trivandrum), elle étudie les mathématiques au All Saints College.

## Parcours politique
Présidente de BalaSangham, la plus grande organisation d'enfants au monde,, Arya Rajendran est membre du comité d'État de la Fédération des étudiants de l'Inde,, et du comité régional du PCI (M) à Chala.
Lors des élections municipales de 2020, elle est la candidate du PCI (M) dans le quartier Mudavanmugal de Thiruvananthapuram,,. Elle remporte l'élection face au candidat de l'UDF Sreekala avec 2872 voix d'avance.
Le PCI (M) ayant remporté 51 des 100 sièges du conseil municipal de Thiruvananthapuram, il lui revient de choisir le nouveau maire parmi les conseillers élus. Malgré son jeune âge (21 ans), Arya Rajendran est choisie et devient la plus jeune maire de l'histoire de l'Inde. Elle dépasse notamment Sabitha Beegum, qui est devenue maire de Kollam à 23 ans, et Devendra Fadnavis, le chef de l'opposition à l'Assemblée législative du Maharashtra et maire de Nagpur à l'âge de 27 ans,,,.